# 1927年香港
|        | 香港歷史 \| 香港歷史年表                                                                                                   |
| 世紀： | 19世紀香港 \| 20世紀香港 \| 21世紀香港                                                                                     |
| 年代： | 1890年代香港 \| 1900年代香港 \| 1910年代香港 \| 1920年代香港 \| 1930年代香港 \| 1940年代香港 \| 1950年代香港               |
| 年份： | 1923年香港 \| 1924年香港 \| 1925年香港 \| 1926年香港 \| 1927年香港 \| 1928年香港 \| 1929年香港 \| 1930年香港 \| 1931年香港 |
| 紀年： | 丁卯年（兔年）、香港開埠86周年                                                                                             |

## 大事記
- 本年政府財政收入為2,134萬港元，支出2,085萬[1]。

### 1月
- 1月5日——華商永和輪被劫。
- 1月27日——鮮卑輪（S. S. Seang Bee）遇劫。

### 2月
- 2月5日——南洋兄弟煙草公司工人因與廠方衝突，引發全廠3,000多名工人大罷工。罷工開始後，廠方遂宣佈停業，數千名罷工者頓成失業大軍，該公司總經理恐工潮擴大，於2月20日先恢復機器部及裝箱部運作，餘下約3,000名工人則到5月公司全面重新運作後恢復上班[1]。
- 2月18日——中國著名作家魯迅訪港。

### 3月
- 港府頒佈新的《禁止集會條例》。
- 3月21日——合生輪遇竊。
- 3月23日——香港英政府因廣州政府未與之合剿海盜，適又發生「合生」輪船被劫案件，即派英艦5艘、飛機4架、士兵200餘人，在惠陽屬稔山地方，焚毁華人村戶2,000餘家，殺死10餘人[2]:2659。

### 4月
- 4月6日——
  - 新界英格蘭軍與蘇格蘭軍發生流血大衝突。
  - 九龍城竹園村一牛房的東主之妾朱蓮被斬八十餘刀而死。
- 4月12日——港督金文泰檢閱香港警察及後備警察。

### 5月
- 5月7日——捷和輪船公司兩廣輪載客200餘人離開香港赴江門，船行至汲水門入口海面時，突與小輪滿西號相撞，兩廣輪隨即沉沒，乘客紛紛跳海，在驚濤駭浪中掙扎，附近小艇見船沉趕來搶救，其中126人獲救生還，但105人則來不及搶救而葬身大海[3]，至今為第六多人死亡的香港海難。
- 5月9日——港府聯同廣州政府派兵鑑巡邏以防範海盜，維護航道安全[1]。
- 5月28日——香港當局以中華海員工會香港分會與中華海員慈善會領導罷工，抵制英貨，宣布將其解散，並派警察包圍，捕去8人，沒收會內所有物品[2]:2720。

### 6月
- 6月1日——上環文咸東街25號二樓寧瑞金山莊發生中毒案，4人中毒，其中2人搶救無效身亡。
- 6月6日——4027號接客艇駛至石塘嘴附近海面時，被3名客人用劍將其母刺斃及將他刺傷。
- 6月17日——香港米價飛漲，每擔平均加2.5毫至3毫；港督金文泰訪問澳門[1]。
- 6月24日——香港電車獲准在銅鑼灣波斯富街延長158.6米路軌[1]。
- 6月29日——招商局員工罷工[1]。

### 7月
- 7月20日——挪威輪「蘇路威堅號」被劫。
- 7月24日——由江門開往香港輪船在途中遇風暴沉沒，百餘人罹難[1]。

### 8月
- 8月20日——颱風正面襲港[4]，釀成15死22傷[5]。
- 8月29日——日昇輪遇劫。

### 9月
- 9月1日——上午，香港英艦5艘以捕盜為名開入大鵬灣，英兵數百人在張垻登陸，毁村屋40餘間，繼赴方洛港，又毁村屋5所，午後方離去[2]:2806。
- 9月2日——香港英艦借口懸英旗之中國商輪在廣東西江臨陽峽被劫，縱火焚燒石峽太平湖村，並發炮10餘嚮[2]:2808。
- 9月7日——招商局罷工事件解決。
- 9月20日——澳督巴波沙訪港。

### 10月
- 10月5日——港督金文泰赴日本及中國華北旅行度假，輔政司修頓署任港督[1]。
- 10月10日——海盜騎劫行駛香港與悟州之間的昇安輪，共搜劫65名乘客，掠去港幣4,000餘元[1]。
- 10月12日——和成發輪船在港內被劫。
- 10月24日——1名消防員於中環滅火總局內練習沿繩救人術時失手墮斃。

### 11月
- 11月13日——港督金文泰抵天津，民國陸海軍大元帥張作霖派人接金氏入北京會面[1]。

### 12月
- 12月2日——金文泰結束外訪返港。

## 出生人物
- 3月30日－哥士的王子曾近榮
- 12月30日－何鴻鑾，何福家族成員，著名港澳商人何鴻燊堂弟，港英時代政府高級官員。